# Hicetia
Hicetia es un género de insectos mantodeos perteneciente a la familia Mantidae. Es originario de América.

## Especies
- Hicetia breviceps
- Hicetia goeldiana